# Проблема измерения
Проблема измерения в квантовой механике — проблема определения когда происходит (и происходит ли) коллапс волновой функции. Неспособность наблюдать такой коллапс напрямую породила разные интерпретации квантовой механики и сформулировала ключевой набор вопросов, на которые должна дать ответы каждая интерпретация.
Волновая функция в квантовой механике эволюционирует детерминировано согласно уравнению Шрёдингера как линейная суперпозиция разных состояний. Однако реальные измерения всегда находят физическую систему в определённом состоянии. Любая последующая эволюция волновой функции основывается на состоянии, в котором система была обнаружена при измерении, что означает, что измерение «сделало что-то» в отношении системы, что явно не является последствием эволюции Шрёдингера. Проблема измерения описывает что есть это «что-то», каким образом суперпозиция множества возможных значений становится единым измеренным значением.
Иными словами (перефразируя Стивена Вайнберга), волновое уравнение Шрёдингера определяет волновую функцию в любое более позднее время. Если наблюдатели и их измерительные приборы описаны детерминированной волновой функцией, почему мы можем предсказать только вероятности, а не точный результат измерений? Или обобщая: Каким образом можно установить соответствие между квантовой и классической реальностью?

## Кот Шрёдингера
Мысленный эксперимент, часто используемый, чтобы проиллюстрировать проблему измерения — это «парадокс» кота Шрёдингера. Механизм устроен так, чтобы убить кота, если произойдёт какое-либо квантовое событие, такое как распад радиоактивного атома. Таким образом судьба массивного объекта, кота, переплетена с судьбой квантового объекта, атома. До наблюдения, в соответствии с уравнением Шрёдингера и многочисленными экспериментами с частицами, атом находится в квантовой суперпозиции, линейной комбинации распавшихся и нераспавшихся состояний, которые со временем эволюционируют. Следовательно кот так же должен быть в суперпозиции, линейной комбинации состояний которые могут быть охарактеризованы как «живой кот» и состояний, которые могут быть охарактеризованы как «мертвый кот». Каждая из этих возможностей ассоциирована со специфической ненулевой амплитудой вероятностей. Однако, единичное, отдельное наблюдение кота не находит суперпозицию: оно всегда находит либо живого, либо мертвого кота. После наблюдения кот определённо жив или мертв. Вопрос: Как вероятности преобразуются в реальный, четко определённый классический результат?

## Интерпретации
Копенгагенская интерпретация самая старая и возможно всё ещё самая широко распространенная интерпретация квантовой механики. В целом, она постулирует, что есть что-то в акте наблюдения, что приводит к коллапсу волновой функции. Как это происходит является предметом споров. В основном, сторонники Копенгагенской интерпретации склонны быть нетерпимы к эпистемологическим объяснениям механизма, стоящим за ней. Эта позиция резюмирована в часто цитируемой мантре «Заткнись и вычисляй!»
Многомировая интерпретация Хью Эверетта пытается решить проблему, предполагая, что существует только одна волновая функция, суперпозиция всей вселенной и что она никогда не коллапсирует, так что никакой проблемы измерения не существует. Вместо этого, акт измерения это просто взаимодействие между квантовыми объектами, например наблюдатель, инструмент измерения, электрон/позитрон и т. д., которые запутываются, чтобы сформировать единый, больший объект, например живой кот/счастливый ученый. Эверетт также попытался продемонстрировать каким образом вероятностная природа квантовой механики могла бы проявиться при измерении; работа позже расширена Брайсом Девиттом.
Теория де Бройля — Бома пытается решить проблему измерения совсем по-другому: информация, описывающая систему, содержит не только волновую функцию, но также дополнительные данные (траекторию), дающие информацию о положении частиц(-ы). Роль волновой функции состоит в образовании поля скоростей для частиц. Эти скорости таковы, что распределение вероятностей для частиц остается постоянным с предсказаниями общепринятой квантовой механики. В соответствии с теорией Де Бройля-Бома, взаимодействие с окружающей средой в течение процедуры измерения разделяет волновые пакеты (группы) в конфигурационном пространстве, откуда очевидно исходит коллапс волновой функции, даже не смотря на то, что фактически нет никакого коллапса.
Теория Гирарди — Римини — Вебера отличается от других теорий коллапса, предполагая, что коллапс волновой функции происходит спонтанно. Частицы имеют ненулевую вероятность подвергнуться «удару» или спонтанному коллапсу волновой функции порядка раз в сто миллионов лет. Хотя коллапс очень редкий, абсолютное число частиц в системе измерения означает, что вероятность коллапса, происходящего где-то в системе, высока. Поскольку вся система измерения запутана (квантовой запутанностью), коллапс одной частицы инициирует коллапс всего измерительного прибора.
Эрих Йус и Дитер Це утвреждают, что феномен квантовой декогеренции, который прочно встал на ноги в 1980-х, разрешает проблему. Идея в том, что окружающая среда является причиной классического вида макроскопических объектов. Далее Це заявляет, что декогеренция делает возможным идентифицировать ту нечеткую границу между квантовым микромиром и миром, где применима классическая интуиция. Квантовая декогеренция была предложена в контексте многомировой интерпретации, но она также становится важной частью некоторых современных обновлений копенгагенской интерпретации, основанной на согласованных историях. Квантовая декогеренция не описывает действительный коллапс волновой функции, но она объясняет переход квантовых вероятностей (которые проявляют эффекты интерференции) в обыкновенные классические вероятности. Смотрите, для примера, Зурека, Це и Шлосхауэра.
Данная ситуация понемногу проясняется, как описано в статье Шлосхауера за 2006 год:
Несколько не связанных с декогеренцией предложений были выдвинуты в прошлом, чтобы объяснить смысл вероятностей и пришли к правилу Борна … Будет справедливым сказать, что по-видимому не было сделано окончательного заключения об успехе этих выводов. …
Как известно, [на чём настаивает множество записок Бора] фундаментальной роли классических концептов. Экспериментальное доказательство суперпозиций макроскопически различных состояний на все более крупных масштабах длины противодействует такому изречению. Суперпозиции оказываются непривычными и индивидуально существующими состояниями, часто без каких-либо двойников. Только физические взаимодействия между системами определяют конкретное разложение на классические состояния с точки зрения каждой конкретной системы. Таким образом, классические концепции должны быть поняты как локально возникающие в смысле относительного состояния и они больше не должны претендовать на фундаментальную роль в физической теории.
Четвёртый подход задаётся моделями объективной редукции. В таких моделях уравнение Шрёдингера модифицируется и приобретает нелинейные условия. Эти нелинейные модификации стохастической природы и ведут к поведению, которое для микроскопических квантовых объектов, например электронов или атомов, неизмеримо близко к полученному обыкновенным уравнением Шрёдингера. Для макроскопических объектов, однако, эта нелинейная модификация становится важной и вызывает коллапс волновой функции. Модели объективной редукции относятся к феноменологическим теориям. Стохастическая модификация считается проистекающей из некоего внешнего неквантового поля, но природа этого поля неизвестна. Один возможный кандидат это гравитационное взаимодействие как в моделях Диоси и интерпретации Пенроуза. Главное отличие моделей объективной редукции в сравнении с другими попытками это то, что они совершают фальсифицируемые предсказания, которые отличаются от стандартных квантовых механик. Эксперименты уже близко подходят к режиму параметров, где эти предсказания могут быть проверены.